# Trachypachus gibbsii
Trachypachus gibbsii är en skalbaggsart som beskrevs av Leconte 1861. Trachypachus gibbsii ingår i släktet Trachypachus och familjen bredhöftlöpare. Inga underarter finns listade i Catalogue of Life.